# Javier Mamaní
Javier Alberto Mamaní (Ciudad de Salta, 19 de octubre de 1981) es un ex-boxeador profesional argentino famoso por pelear ante Luis Carlos Abregú y Gennadi Golovkin.